# Pararistolochia goldieana
Pararistolochia goldieana là một loài thực vật thuộc họ Aristolochiaceae. Loài này có ở Cameroon, Guinea Xích Đạo, Nigeria, và Sierra Leone. Môi trường sống tự nhiên của chúng là rừng ẩm vùng đất thấp nhiệt đới hoặc cận nhiệt đới. Chúng hiện đang bị đe dọa vì mất môi trường sống.